# Глибовци
Глибовци или Глобоштица (грч. Καλοχώρι, Калохори) је насељено место у општини Синтика у периферији Средишња Македонија, Грчка. Према попису из 2021. године било је 127 становника.
Према бугарском географу и историчару, Василу Канчову, у Глибовцу је 1900. године живело 240 Словена хришћана. Године 1924. словенско становништво је принудно исељено у Бугарску а на њихово место су насељене грчке избегличке породице, којих је на попису из 1928. године било 218.